# Navàs
Navás là một đô thị trong comarca Bages, tỉnh Barcelona, Catalonia, Tây Ban Nha.